# Hans-Joachim Marseille
Hans-Joachim Marseille (Berlim, 13 de dezembro de 1919 — Sidi Abdel Rahman, 30 de setembro de 1942) foi um piloto e ás da aviação alemão que serviu na Luftwaffe durante a Segunda Guerra Mundial. Destacou-se pela sua bravura nos combates aéreos durante a Campanha Norte-Africana, onde era conhecido pelos seus companheiros de esquadrão por Estrela da África. Voou num total de 388 missões de combate, nas quais abateu 158 aeronaves inimigas.
Marseille, de ascendência huguenote francesa, juntou-se à Luftwaffe em 1938. Aos 20 anos formou-se em uma das escolas de pilotos de caça da Luftwaffe a tempo de participar da Batalha da Grã-Bretanha, sem sucesso notável. Tinha uma vida noturna tão agitada que às vezes ficava cansado demais para poder voar na manhã seguinte. Como resultado da falta de disciplina, foi transferido para o Jagdgeschwader 27 (JG 27), que se mudou para o Norte da África em abril de 1941.
Sob a orientação de seu novo comandante, que reconheceu o potencial latente do jovem oficial, Marseille desenvolveu rapidamente suas habilidades como piloto de caça. Atingiu o auge de sua carreira de piloto de caça em 1 de setembro de 1942, quando durante o curso de três missões de combate, ele reivindicou 17 caças inimigos abatidos, ganhando-lhe os Diamantes da Cruz de Cavaleiro. Apenas 29 dias depois, Marseille morreu em um acidente aéreo, quando foi forçado a abandonar seu caça devido a uma falha no motor. Depois que ele saiu da cabine cheia de fumaça, o peito de Marseille bateu no estabilizador vertical de sua aeronave. O golpe o matou instantaneamente ou o incapacitou de modo que ele foi incapaz de abrir seu paraquedas.

## Juventude e início de carreira
Hans-Joachim "Jochen" Walter Rudolf Siegfried Marseille, nasceu em Berlin-Charlottenburg, no dia 13 de dezembro de 1919, filho de Charlotte (nome de batismo: Charlotte Marie Johanna Pauline Gertrud Riemer) e Hauptmann Siegfried Georg Martin Marseille, uma família com ascendência paterna francesa. Quando criança, ele era fisicamente fraco e quase morreu de um caso grave de gripe. Seu pai era oficial do Exército durante a Primeira Guerra Mundial e, posteriormente, deixou as forças armadas para ingressar na força policial de Berlim.
Quando Marseille ainda era uma criança, seus pais se divorciaram e sua mãe se casou com um policial chamado Reuter. Marseille inicialmente assumiu o nome de seu padrasto na escola (um assunto que ele teve dificuldade em aceitar), mas ele voltou a usar o nome de seu pai na idade adulta.
Marseille também teve um relacionamento difícil com seu pai natural, com quem ele se recusou a visitar em Hamburgo por algum tempo após o divórcio. Mais tarde, ele tentou uma reconciliação com seu pai, que posteriormente o apresentou à vida noturna que inicialmente atrapalhou sua carreira militar durante seus primeiros anos na Luftwaffe. No entanto, a reaproximação com o pai não durou e ele não o viu mais.
Hans-Joachim também tinha uma irmã mais velha, Ingeborg. Enquanto estava de licença médica em Atenas no final de dezembro de 1941, ele foi convocado a Berlim por um telegrama de sua mãe. Ao chegar em casa, ele soube que sua irmã havia sido morta por um amante ciumento enquanto vivia em Viena. Hans-Joachim, segundo informações, nunca se recuperou emocionalmente desse golpe.
Marseille frequentou uma Volksschule em Berlim (1926–1930), e, desde os 10 anos, o Prinz Heinrich Gymnasium em Berlin-Schöneberg (1930–1938). Entre 4 de abril e 24 de setembro de 1938, ele serviu no Reichsarbeitsdienst (Serviço de Trabalho do Reich).
Marseille ingressou na Luftwaffe em 7 de novembro de 1938 como candidato a oficial e recebeu seu treinamento básico em Quedlimburgo na região de Harz. Sua falta de disciplina deu-lhe a reputação de rebelde, o que o atormentou no início de sua carreira na Luftwaffe.
Em 1 de março de 1939, Marseille foi transferido para a Luftkriegsschule 4 (LKS 4—escola de guerra aérea) perto de Fürstenfeldbruck. Entre seus colegas de classe estava Werner Schröer, que relatou ao seu superior informando que Marseille frequentemente violava a disciplina militar. Após essa denúncia, ele foi punido para permanecer na base enquanto seus companheiros estivessem fora no fim de semana. Ele ignorou essa penalidade, deixando um bilhete a Schröer dizendo: "Saí, por favor, faça minhas tarefas". Em outra ocasião, ao voar em baixa velocidade e manobrar para pousar, acelerou, abandonou a manobra e começou a simular um combate aéreo (dogfight). Foi repreendido por seu comandante, o Hauptmann Müller-Rohrmoser, que o proibiu de voar por um tempo e adiou sua promoção a Gefreiter.
Pouco depois, durante um longo voo de prática em todo o país, ele pousou em uma autobahn entre Brunsvique e Magdeburgo, saiu do avião e correu para uma árvore para obter alívio. Alguns agricultores o abordaram para perguntar se ele precisava de ajuda, mas quando eles chegaram, Marseille já havia embarcado no avião e começado a decolar, os fazendeiros sofrendo com a turbulência do turbilhão da hélice. Enfurecidos, os camponeses informaram as autoridades e novamente ele foi proibido de voar. Enquanto seus colegas de classe eram aprovados na escola de aviação e se graduavam com o posto de oficial no início da década de 1940, Marseille, por causa de seu hábito de quebrar as regras, se formou com o posto de Oberfähnrich (aspirante a oficial) em meados de 1940.
Marseille completou seu treinamento na Jagdfliegerschule 5 (Escola de Pilotos de Caça N.º 5) em Viena, para a qual foi destacado em 1 de novembro de 1939. Essa escola de caça estava na época sob o comando de Eduard von Schleich, um ás da Primeira Guerra Mundial e ganhador da Pour le Mérite. Um de seus instrutores foi o ás austro-húngaro Julius Arigi na Primeira Guerra Mundial. Marseille se formou com uma excelente avaliação em 18 de julho de 1940 e foi designado para o Ergänzungsjagdgruppe Merseburg, localizada no aeroporto de Merseburg.
A unidade de Marseille foi designada para o serviço de defesa aérea sobre a fábrica de Leuna desde o início da guerra até a queda da França. Em 10 de agosto de 1940, ele foi designado para o Esquadrão Instrucional 2, com base em Calais-Marck, para iniciar as operações contra a Grã-Bretanha e novamente recebeu uma excelente avaliação, desta vez pelo comandante Herbert Ihlefeld.

## Segunda Guerra Mundial

### Batalha da Grã-Bretanha
"Hoje derrubei meu primeiro oponente. Não combina comigo. Fico pensando em como a mãe desse jovem deve se sentir ao receber a notícia da morte do filho. E eu sou o culpado por esta morte. Estou triste, em vez de estar feliz com a primeira vitória."

Hans-Joachim Marseille
Em seu primeiro dogfight (combate aéreo) sobre a Inglaterra, em 24 de agosto de 1940, Marseille participou de uma batalha de quatro minutos contra um adversário habilidoso enquanto voava em seu Messerschmitt Bf 109 E-3 (Werknummer 3579—número de fábrica). Ele derrotou seu oponente puxando para cima em uma chandelle apertada, para ganhar uma vantagem de altitude antes de mergulhar e atirar. O caça britânico foi atingido no motor, tombou e mergulhou no Canal da Mancha; esta foi a primeira vitória de Marseille.
Momentos depois, quando foi atacado de cima por vários caças inimigos, reagiu lançando-se em um mergulho violento até chegar a poucos metros da água, conseguindo escapar do fogo da metralhadora de seus oponentes: "saltando sobre as ondas, quebrei o contacto de uma forma limpa. Ninguém me seguiu e voltei para Leeuwarden [sic—Marseille ficava perto de Calais, não Leeuwarden]".
O ato não foi elogiado por sua unidade. Marseille foi repreendido quando soube que ele havia abandonado seu ala e seu staffel para enfrentar o adversário sozinho. Ao fazer isso, Marseille violou uma regra básica do combate aéreo. Supostamente, Marseille não teve nenhum prazer nesta vitória e teve dificuldade em aceitar a realidade do combate aéreo.
Em seu segundo dia de combate, ele conquistou outra vitória ao ser condecorado com a Cruz de Ferro de 2.ª classe, e, em 15 de setembro de 1940, posteriormente conhecido como Dia da Batalha de Inglaterra, ele conquistou sua 4.ª vitória. Marseille tornou-se um ás em 18 de setembro, três dias depois, após reivindicar um quinto avião abatido. Ele então obteve a Cruz de Ferro de 1.ª classe. Ao retornar de uma missão de escolta de bombardeiro em 23 de setembro de 1940 voando no Werknummer (W.Nr.—número de fábrica) 5094, seu motor falhou a 10 milhas (16 km) de Cabo Gris-Nez após danos de combate sofridos em Dover. O piloto oficial George Bennions do Esquadrão N.º 41 da RAF pode ter derrubado Marseille. De acordo com outra fonte, o W.Nr 5094 foi destruído neste combate por Robert Stanford Tuck, que perseguiu um Bf 109 até aquele local e cujo piloto foi resgatado por um avião naval Heinkel He 59. Marseille é o único aviador alemão conhecido por ter sido resgatado por um He 59 naquele dia e naquele local. A reclamação oficial de Tuck foi para um Bf 109 destruído ao largo de Cabo Gris-Nez às 09:45—o único piloto a apresentar uma reivindicação naquele local.
Embora Marseille tenha tentado comunicar sua posição por rádio, ele saltou sobre o mar. Ele remou em um bote salva-vidas por três horas antes de ser resgatado por um hidroavião com base em Schellingwoude. Severamente exausto e sofrendo de hipotermia, foi internado em um hospital de campanha. O I./LG 2 relatou que em ação eles haviam marcado três vitórias com a perda alemã de quatro Bf 109s.
Quando ele voltou ao serviço, recebeu uma severa reprovação de seu comandante, Herbert Ihlefeld. Ao envolver Bennions, ou Tuck, Marseille havia abandonado seu líder Staffelkapitän Adolf Buhl, que foi abatido e morto. Durante sua repreensão, seu comandante rasgou as avaliações de voo de Marseille. Outros pilotos também expressaram sua insatisfação em relação a Marseille. Por causa de sua alienação de outros pilotos, sua natureza arrogante e sem remorso, Ihlefeld acabou dispensando Marseille da LG 2.

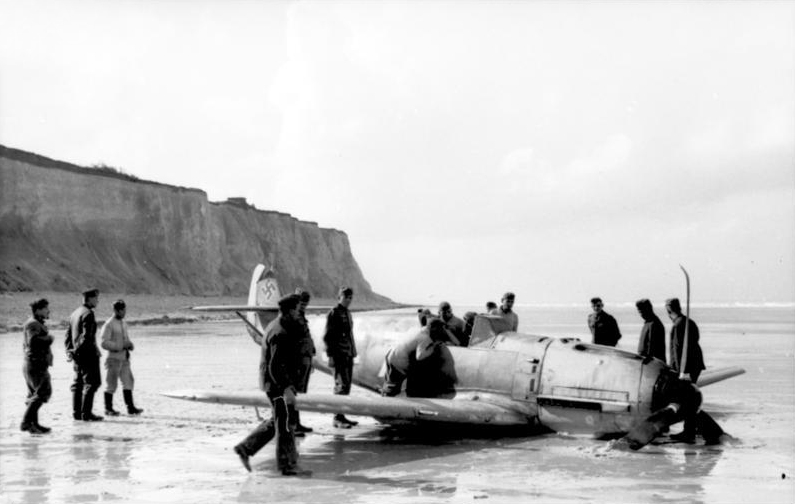
Marseille conquistou sua 7.ª vitória aérea em 28 de setembro de 1940, mas teve que aterrissar perto de Théville devido a uma falha no motor. Bf 109 E-7; W.Nr. 4091

Um relato diferente relembrou como Marseille uma vez ignorou uma ordem para recuar de uma luta quando estava em desvantagem de dois para um, mas vendo uma aeronave aliada se aproximando de seu líder de asa, Marseille rompeu a formação e derrubou a aeronave de ataque. Esperando parabéns quando pousou, seu comandante criticou suas ações e Marseille recebeu três dias de prisão por não cumprir uma ordem. Dias depois, Marseille foi preterido para a promoção e agora era o único Fähnrich no Geschwader. Para ele, isso foi uma humilhação; ele suspeitava que suas habilidades estavam sendo ignoradas para que os líderes do esquadrão pudessem levar toda a glória no ar.
Pouco depois, no início de outubro de 1940, após ter conquistado sete vitórias aéreas, todas elas voando com I.(Jagd)/LG 2, Marseille foi transferido para o 4. Staffel do Jagdgeschwader 52, voando ao lado de nomes como Johannes Steinhoff e Gerhard Barkhorn. Durante aquele período na área de Pas-de-Calais, ele destruiu quatro de seus aviões em algumas das operações em que participou.
Em 9 de dezembro, o Oberleutnant Rudolf Resch confinou Marseille em seu quarto por cinco dias. Marseille foi punido por chamar um colega piloto de "porco pateta" (dußlige Sau). Como punição por "insubordinação"—considerado sua propensão para a música jazz americana, sua fama de mulherengo e seu estilo de vida "playboy"—e incapacidade de voar como ala, Steinhoff transferiu Marseille para o Jagdgeschwader 27 em 24 de dezembro de 1940. Steinhoff, mais tarde lembrando:
| “ | Marseille era extremamente bonito. Era um piloto muito talentoso, mas não era confiável. Tinha amigas por toda parte e elas o mantinham tão ocupado que às vezes ficava tão exausto que precisava ficar de castigo. Seu jeito às vezes irresponsável de reger seus deveres foram o principal motivo pelo qual o despedi. Mas ele tinha um charme irresistível. | ” |

Seu Gruppenkommandeur, Eduard Neumann, lembrou mais tarde, "Seu cabelo era muito longo e ele trouxe consigo uma lista de punições disciplinares tão compridas quanto seu braço. Era tempestuoso, temperamental e rebelde. Trinta anos depois, ele teria sido chamado de playboy". No entanto, Neumann rapidamente reconheceu o potencial de Marseille como piloto. Ele afirmou em uma entrevista: "Marseille só poderia ser um de dois, um problema disciplinar ou um grande piloto de caça".

### Chegada ao Norte da África
A unidade de Marseille entrou em ação brevemente durante a Invasão da Iugoslávia, enviada a Zagreb em 10 de abril de 1941, antes de se transferir para a África. Em 20 de abril, em seu voo de Trípoli para o campo de aviação perto da frente onde sua unidade estava, o Bf 109 E-7 (Werknummer 1259) que pilotava teve problemas no motor e ele teve que fazer um pouso forçado no deserto antes de seu destino. Seu esquadrão saiu de cena depois que eles garantiram que ele havia descido com segurança. Marseille continuou sua jornada, primeiro pegando carona em um caminhão italiano, depois, achando isso muito lento; ele tentou a sorte em uma pista de pouso em vão. Por fim, dirigiu-se ao general encarregado de um depósito de suprimentos na rota principal para o front e o convenceu de que deveria estar disponível para as operações no dia seguinte. O personagem de Marseille atraiu o General e ele colocou à sua disposição seu próprio Opel Admiral, completo com chauffeur. "Você pode me pagar com cinquenta vitórias, Marseille!" foram suas palavras de despedida. Ele alcançou seu esquadrão em 21 de abril.
Marseille conquistou duas vitórias em 23 e 28 de abril, a primeira na Campanha Norte-Africana. No entanto, em 23 de abril, o próprio Marseille foi abatido durante sua terceira saída naquele dia pelo 2.º Tenente James Denis, um piloto francês livre que pertencia ao Esquadrão N.º 73 da RAF (8 vitórias), que pilotava um Hawker Hurricane. O Bf 109 E-7 (Werknummer 5160) de Marseille sofreu 30 impactos na área do cockpit e três ou quatro estilhaçaram o velame. Como Marseille estava inclinado para a frente, os tiros erraram por centímetros. Marseille conseguiu fazer um pouso forçado perto de Tobruque. Apenas um mês depois, os registros mostram que James Denis abateu Marseille novamente em 21 de maio de 1941. Nesta luta, Marseille começou a atirar em Denis, mas falhou, iniciando então uma dogfight em que Marseille foi mais uma vez derrotado por Denis. Seu Bf 109 E-7 (Werknummer 1567) caiu nas proximidades de Tobruque atrás das linhas alemãs.
Em um relato do pós-guerra, Denis descreveu seu segundo combate com Marseille:
Quando nos aproximamos do alvo, mergulhei de maneira bastante abrupta e percebi que meu companheiro de ala estava ficando para trás. Pompei era um bom piloto, mas nunca treinou como piloto de caça. Fiquei preocupado ao ver como ele ficava cada vez mais para trás, olhei para ele e vi um Me 109 atacá-lo. Como eu não tinha rádio, não pude avisar, ele foi abatido e o Me 109 voou em minha direção. Agi como se não o tivesse visto, embora não tenha realmente tirado os olhos dele em nenhum momento, e quando estava ao alcance, abruptamente diminuí a velocidade, deslizando para a esquerda. Como eu estava indo muito rápido, meu Hawker Hurricane (V7859) reagiu violentamente. Vi uma chuva de balas passar à minha direita, o Me 109 não conseguiu parar e passou por mim. Iniciou-se então um duelo para o qual o Hurricane era muito bom devido à sua manobrabilidade. A certa altura, enquanto meu avião voava verticalmente como se estivesse preso à hélice, vi o Me 109 contra o sol. Disparei uma rajada tão perto que quase colidi com ele; Eu vi claramente como minhas balas atingiram sua fuselagem.
Entre as batalhas com Denis, Marseille derrubou um Bristol Blenheim em 28 de abril. O Blenheim T2429, do Esquadrão N.º 45 da RAF, pilotado pelo piloto oficial B. C. de G. Allan, caiu matando todos os cinco homens a bordo. Jan Yindrich, um soldado do Exército Polonês, testemunhou o ataque: "quando um Blenheim veio rugindo sobre nossas cabeças a cerca de 15 metros, houve um estrondo terrível de tiros de metralhadora e a princípio pensei que o Blenheim havia cometido um erro e estava atirando em nós ou escolhendo um local estranho para tirar suas armas. As balas assobiavam ao redor, então mergulhamos na trincheira. Um Messerschmitt, na cauda do Blenheim, foi o responsável pelas balas. O Blenheim rugiu pelo uádi, mar adentro, tentando escapar do Messerschmitt, mas o Messerschmitt estava perto demais. O Blenheim caiu do céu e se espatifou no mar. O avião desapareceu completamente sem deixar vestígios. O Messerschmitt inclinou-se e voou para o interior novamente".
Neumann, chefe de seu esquadrão (Geschwaderkommodore a partir de 10 de junho de 1942) encorajou Marseille a treinar sozinho para melhorar suas habilidades. Naquela época, ele havia destruído ou danificado quatro outras aeronaves Bf 109 E, incluindo uma aeronave estava transportando em 23 de abril de 1941. O verão chegou e a contagem de vitórias de Marseille estava aumentando muito lentamente. Nos meses de junho a agosto não conseguiu nenhuma vitória. Ficou ainda mais frustrado depois que os danos o forçaram a pousar em duas ocasiões: uma em 14 de junho de 1941 e novamente depois de ser atingido por fogo antiaéreo na área de Tobruque e forçado a pousar às cegas.
Sua tática de mergulhar em formações opostas frequentemente o deixava sob o fogo de todas as direções, resultando em sua aeronave frequentemente danificada e irreparável; consequentemente, Neumann ficou impaciente com ele. Marseille persistiu e criou um programa de autotreinamento único para si, tanto físico quanto tático, que resultou não apenas em excelente consciência situacional, pontaria e habilidade extraordinária de controlar sua aeronave. Junto com tudo isso, desenvolveu uma tática de ataque, na qual acabou sendo um mestre, que consistia em atirar no avião inimigo com grande ângulo de deflexão, ou seja, atirar da lateral do avião inimigo em um ponto bem na frente do nariz do lutador adversário, e sua perícia fez com que no ponto em que ele atirava, suas balas e o outro avião acabassem colidindo. A tática usual consistia em aproximar-se de uma aeronave inimiga por trás e, ao atingir a distância adequada, atirar nela daquela posição. Marseille costumava praticar essas táticas no caminho de volta das missões com seus companheiros e se tornou conhecido como um mestre no tiro de deflexão.
Como Marseille começou a reivindicar aeronaves aliadas regularmente, ocasionalmente organizava o bem-estar do piloto abatido pessoalmente, dirigindo-se a locais remotos de acidente para resgatar aviadores aliados abatidos. Em 13 de setembro de 1941, Marseille derrubou Pat Byers do Esquadrão N.º 451 da Real Força Aérea Australiana (RAAF). Marseille voou para o campo de aviação de Byers e deixou cair uma nota informando os australianos de sua condição e tratamento. Ele voltou vários dias depois para secundar a primeira nota com a notícia da morte de Byers. Marseille repetiu essas surtidas após ser avisado por Neumann de que Göring havia proibido mais voos desse tipo.
Após a guerra, o camarada de Marseille, Werner Schröer afirmou que ele tentou esses gestos como "penitência" por um grupo que "amava abater aeronaves", mas não matar um homem; "tentámos separar os dois. Marseille permitiu-nos essa fuga, a nossa penitência, suponho".
Finalmente, em 24 de setembro de 1941, seu treinamento nas táticas mencionadas foi recompensado quando ele alcançou sua primeira vitória múltipla em uma missão, abatendo quatro Hurricanes do Esquadrão N.º 1 da Força Aérea da África do Sul (SAAF). Em meados de dezembro, ele alcançou 25 vitórias e foi condecorado com a Cruz Germânica em Ouro. Seu esquadrão foi enviado para a Alemanha, onde permaneceu durante os meses de novembro e dezembro de 1941 se adaptando ao novo Bf 109 F-4/trop, modelo especialmente preparado para as condições de voo no deserto. Essas vitórias representaram sua 19–23.ª vitória. Marseille ficou conhecido entre seus pares por contabilizar várias aeronaves inimigas em uma surtida.

### A "Estrela da África"
"Marseille foi o mais virtuoso, jamais igualado, entre os pilotos de caça da 2.ª Guerra Mundial. Suas conquistas eram anteriormente consideradas impossíveis e nunca foram superadas por ninguém depois de sua morte."

Adolf Galland, General de Caças
Marseille sempre se esforçou para melhorar suas habilidades. Trabalhou para fortalecer suas pernas e músculos abdominais, para ajudá-lo a tolerar as forças g extremas do combate aéreo. Marseille também bebeu uma quantidade anormal de leite e evitou óculos escuros, na crença de que isso melhoraria sua visão.
Para conter os ataques de caças alemães, os pilotos aliados utilizaram a tática da “formação em círculo” (nos quais a cauda de cada aeronave era coberta pela aeronave amiga atrás). A tática era eficaz e muito perigosa para um piloto inimigo atacante, já que ele sempre se encontraria na mira de um dos pilotos do círculo. Marseille muitas vezes mergulhava em alta velocidade no meio dessas formações defensivas de cima ou de baixo, executando uma curva fechada e disparando um tiro de deflexão de dois segundos para destruir uma aeronave inimiga. Seus sucessos começaram a se tornar aparentes no início de 1942. Ele conquistou suas 37–40.ª vitórias em 8 de fevereiro de 1942 e 41–44.ª vitórias quatro dias depois, o que lhe valeu a Cruz de Cavaleiro da Cruz de Ferro naquele mesmo mês, com 46 vitórias.

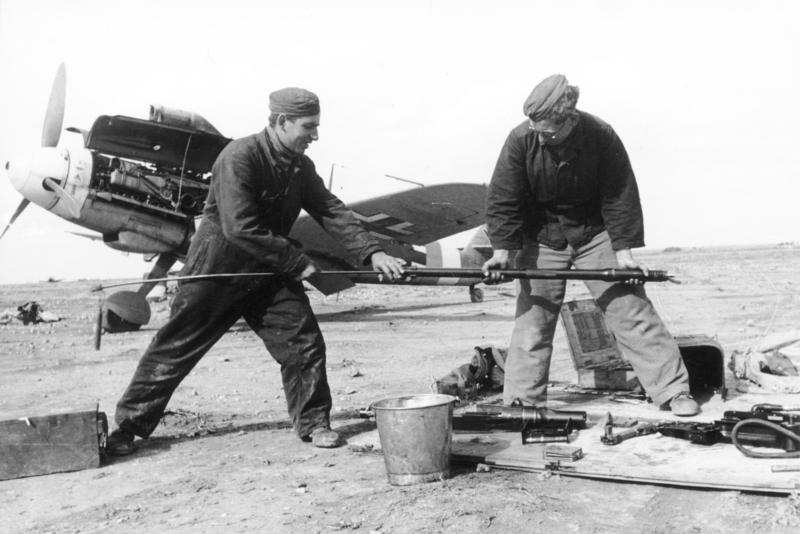
Equipe de manutenção de Marseille, Hoffmann (esquerda) e Berger, limpando as armas de um Bf 109. "Amarelo 14" W.Nr. 8673 pode ser visto no fundo.

Marseille atacava em condições que muitos consideraram desfavoráveis, mas sua pontaria lhe permitiu fazer uma abordagem rápida o suficiente para escapar do fogo de retorno dos dois aviões voando em cada flanco do alvo. A excelente visão de Marseille possibilitou que ele localizasse o adversário antes que ele fosse localizado, permitindo-lhe tomar as medidas adequadas e manobrar para se posicionar para um ataque. Foi creditado com excelente consciência situacional.
Em combate, os métodos pouco ortodoxos de Marseille's o levaram a voar em uma pequena formação composta apenas por seu avião, atuando como líder, e por seu companheiro de ala, que ele acreditava ser a maneira mais segura e eficaz de lutar nas condições de alta visibilidade dos céus do Norte da África. Ele "trabalhava" sozinho em combate, sempre insistindo que seu companheiro voasse para o lado e longe o suficiente para evitar colisões ou atirar nele por engano.

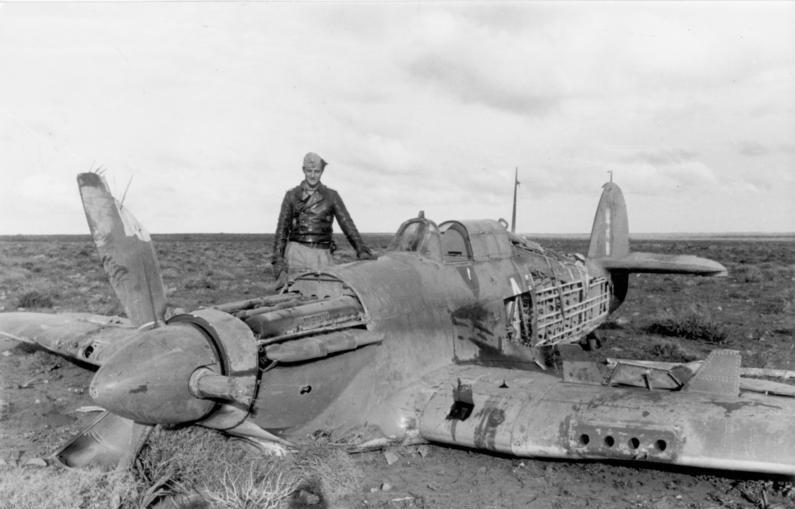
Hans-Joachim Marseille junto a um avião derrubado por ele, um Hurricane Mk IIB, possivelmente do Esquadrão N.º 213 da RAF, fevereiro de 1942. Pode haver restos suficientes no código para identificá-lo como uma aeronave do Esquadrão N.º 274 da RAF.

Em um dogfight, particularmente ao atacar aeronaves aliadas defensivas voando em formação circular, ele reduziria a aceleração do motor drasticamente e ainda abaixaria seus flaps para reduzir a velocidade e encurtar seu raio de giro, em vez do procedimento padrão de usar o acelerador totalmente.
Emil Clade disse que nenhum dos outros pilotos poderia fazer isso de forma eficaz, preferindo mergulhar em um único oponente em velocidade para escapar se algo desse errado. Clade comentou sobre as táticas de Marseille:
Marseille desenvolveu sua própria tática, que diferia significativamente dos métodos empregados pela maioria dos outros pilotos. (Ao atacar um grupo de aviões que faziam a formação defensiva em círculo, ele teve que voar bem devagar, chegando até a ter que abaixar os flaps de pouso para poder voar em um círculo mais fechado do que o que faziam os aviões inimigos. Ele e seu companheiro eram uma unidade, e ele estava no comando daquela aeronave como ninguém.
Friedrich Körner (36 vitórias) também reconheceu isso como único: "Disparar durante uma curva (tiro de deflexão) é a coisa mais difícil que um piloto pode fazer. O inimigo está voando em um círculo defensivo, ou seja, eles já estão posicionados e girando, o piloto atacante deve entrar nesse círculo. Para conseguir isso, você deve diminuir o raio de giro, mas se você fizer isso, o seu alvo irá, na maioria dos casos, desaparecer sob suas asas, de modo que você não poderá mais vê-lo e precisará proceder por instinto". O ataque foi, no entanto, realizado à queima-roupa; Marseille mergulhou de cima, escalou por baixo de um oponente, disparou enquanto a aeronave inimiga desaparecia sob a sua, e então usou a energia do mergulho para escalar e repetir o processo.
Seu sucesso como piloto de caça lhe rendeu promoções e maiores responsabilidades de comando. Em 1 de maio de 1942, ele recebeu uma promoção excepcionalmente precoce para Tenente (Oberleutnant), seguida pela nomeação para Staffelkapitän do 3./JG 27 em 8 de junho de 1942, sucedendo o Oberleutnant Gerhard Homuth que assumiu o comando do I./JG 27.
Em uma conversa com seu amigo Hans-Arnold Stahlschmidt, Marseille explicou sua maneira de pilotar e suas ideias sobre o combate ar-ar:
Costumo experimentar uma forma de lutar que considero que deveria ser normal. Eu me vejo no meio de um enxame [sic] britânico, atirando de todas as posições e nunca sendo pego. Nossas aeronaves são elementos básicos, Stahlschmidt, e devemos dominá-los. Você tem que ser capaz de atirar de qualquer posição, na virada para a esquerda ou para a direita, ao rolar, de costas, sempre. Só assim você pode desenvolver suas próprias táticas particulares. Táticas de ataque, que o inimigo simplesmente não consegue antecipar durante o curso da batalha – uma série de ações e movimentos imprevisíveis, nunca os mesmos, que não permitem que você a situação fica fora de controle. Só então você pode mergulhar em um enxame de aviões inimigos e atingi-los de dentro.

"Dizer ao Marseille que ele estava de castigo era como dizer a uma criança que não podia sair para brincar. Às vezes ele também agia como tal."

Werner Schröer
Marseille escapou por pouco em 13 de maio de 1942, quando seu Bf 109 foi danificado durante um duelo com 12 Curtiss Kittyhawks (Mk I) do Esquadrão N.º 3 da RAAF, a sudeste de Gazala e sobre o Golfo de Bomba. Com um ala, Marseille derrubou os Kittyhawks. Depois de derrubar um dos pilotos australianos, o piloto oficial Graham Pace em AL172, o Bf 109 de Marseille foi atingido no tanque de óleo e na hélice, provavelmente pelo piloto oficial Geoff Chinchen, que relatou danificar um dos Messerschmitts. No entanto, Marseille conseguiu abater outro Kittyhawk (Sargento Colin McDiarmid; AK855), antes de levar sua aeronave superaquecida de volta à base. Os reparos no Bf 109 de Marseille levaram dois dias. As vitórias aéreas foram registradas como números 57–58.
Semanas depois, em 30 de maio, Marseille realizou outra missão de misericórdia depois de testemunhar sua 65.ª vitória—o piloto oficial Graham George Buckland do Esquadrão N.º 250 da RAF—atingiu a cauda de seu caça e caiu para a morte quando o paraquedas não abriu. Após o pouso, ele dirigiu até o local do acidente. O P-40 pousou sobre as linhas aliadas, mas piloto morto foi encontrado dentro do território alemão. Marseille marcou seu túmulo, recolheu seus papéis e verificou sua identidade, depois voou para o campo de aviação de Buckland para entregar uma carta de arrependimento. Buckland morreu dois dias antes de seu 21.º aniversário.
O método de ataque para romper as formações de aeronaves inimigas que ele aperfeiçoou rapidamente resultou em uma alta proporção de vitórias, e em vitórias rápidas e múltiplas por ataque. Em 3 de junho de 1942, Marseille atacou sozinho uma formação de 16 caças Curtiss P-40 e abateu seis aeronaves do Esquadrão N.º 5 da SAAF, cinco delas em seis minutos, incluindo as de três ases: Robin Pare (seis vitórias), Cecil Golding (6.5 vitórias) e Andre Botha (cinco vitórias); o último fez um pouso forçado com seu caça danificado. Este sucesso inflou ainda mais sua pontuação, registrando suas 70–75.ª vitórias. Marseille foi condecorado com a Cruz de Cavaleiro da Cruz de Ferro com Folhas de Carvalho em 6 de junho de 1942. Seu ala Rainer Pöttgen, apelidado de Fliegendes Zählwerk ("Contador de Aeronaves Abatidas"), disse sobre este combate:
Todas as aeronaves inimigas foram abatidas por Marseille em um único combate aéreo. Assim que atirou, ele só precisou olhar para o avião inimigo. Seu padrão [de tiros] começava na frente, o nariz do motor, e terminava consistentemente na cabine. Como ele foi capaz de fazer isso nem mesmo ele poderia explicar. A cada dogfight, ele desacelerava o máximo possível; isso permitiu que ele fizesse curvas mais fechadas. Seu gasto de munição nesta batalha aérea foi de 360 tiros. (60 por aeronave abatida)
Schröer, entretanto, contextualizou os métodos de Marseille:
Foi o piloto de combate mais incrível e engenhoso que já vi. Também teve muita sorte em muitas ocasiões. Não se importava em entrar em uma briga em número menor do que dez para um, muitas vezes sozinho, conosco tentando alcançá-lo. Ele violou todas as regras cardeais do combate. Ele abandonou todas as regras.
Em 17 de junho de 1942, Marseille conquistou sua 100.ª vitória aérea, tornando-se o 11.º piloto da Luftwaffe a atingir a marca centenária. Ele então retornou à Alemanha para uma licença de dois meses e no dia seguinte foi condecorado com a Cruz de Cavaleiro da Cruz de Ferro com Folhas de Carvalho e Espadas.
Em 6 de agosto, ele iniciou sua viagem de volta acompanhado de sua noiva Hanne-Lies Küpper. Em 13 de agosto, ele conheceu Benito Mussolini em Roma que o condecorou com o maior prêmio militar italiano por bravura, a Medalha de Ouro de Valor Militar (Medaglia d'Oro al Valor Militare). Enquanto na Itália, Marseille desapareceu por algum tempo, levando as autoridades alemãs a compilar um relatório de pessoas desaparecidas, apresentado pelo chefe da Gestapo em Roma, Herbert Kappler. Foi finalmente localizado. De acordo com rumores, ele fugiu com uma garota italiana e acabou sendo persuadido a voltar para sua unidade. Excepcionalmente, nada foi dito sobre o incidente e nenhuma repercussão foi vista em Marseille por esta indiscrição.
Deixando sua noiva em Roma, Marseille retornou ao combate em 23 de agosto. No dia 1 de setembro de 1942 foi o dia de maior sucesso de Marseille, alegando ter destruído 17 aeronaves aliadas (n.ᵒˢ 105–121), sendo setembro o mês de maior sucesso em sua carreira, abatendo 54 aviões inimigos. As 17 aeronaves reivindicadas incluíram oito em 10 minutos; como resultado dessa façanha, ele foi presenteado com um Volkswagen Kübelwagen por um esquadrão da Força Aérea Real Italiana, no qual seus camaradas italianos pintaram "Otto" (Língua italiana: Otto = oito).
Este foi o maior número de aeronaves das forças aéreas aliadas ocidentais abatidas por um único piloto em um dia. Apenas três pilotos alcançariam esta pontuação, enquanto apenas um piloto poderia superá-lo; Emil Lang, em 4 de novembro de 1943, derrubou 18 caças da Força Aérea Soviética na Frente Oriental. A análise do pós-guerra mostra que os resultados reais do dia foram provavelmente de oito a nove destruídos por Marseille, com três ou quatro mais danificados.
Em 3 de setembro de 1942, Marseille obteve seis vitórias (n.ᵒˢ 127–132) mas foi atingido pelo fogo do às britânico-canadense James Francis Edwards [en]. Der Adler, uma revista de propaganda quinzenal publicada pela Luftwaffe, também relatou suas ações no volume 14 de 1942. Marseille ficou famoso por meio da propaganda que tratava os pilotos de caça como superestrelas e continuou a fazê-lo após sua morte. Ele regularmente assinava cartões postais com sua imagem. Além de Der Adler, suas façanhas foram publicadas em Die Berliner, Illustrierte, Zeitung e Die Wehrmacht.
Três dias depois, Edwards provavelmente matou Günter Steinhausen [en], um amigo de Marseille. No dia seguinte, 7 de setembro de 1942, outro amigo próximo, Hans-Arnold Stahlschmidt, foi dado como desaparecido em ação. Essas perdas pessoais pesaram muito na mente de Marseille, junto com a tragédia de sua família. Notou-se que ele mal falava e tornou-se mais taciturno nas últimas semanas de vida. A tensão do combate também induziu sonambulismo à noite e outros sintomas que poderiam ser interpretados como transtorno de estresse pós-traumático. Marseille nunca se lembrou desses eventos.

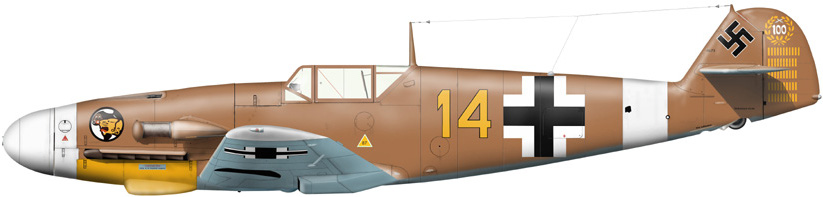
Messerschmitt Bf 109 F-4/trop, W.Nr. 8673 – 3./JG 27 – Capitão Hans-Joachim Marseille em setembro de 1942

Marseille voou aeronaves Bf 109 E-7 e aeronaves Bf 109 F-4/Z. Continuou obtendo várias vitórias ao longo de setembro, incluindo sete em 15 de setembro (n.ᵒˢ 145–151). Entre 16 e 25 de setembro, Marseille não conseguiu aumentar sua pontuação devido a uma fratura no braço, sofrida em um pouso forçado logo após a missão de 15 de setembro. Como resultado, ele foi proibido de voar por Eduard Neumann. Mas no mesmo dia, Marseille tomou emprestado o Macchi C.202 '96–10' do ás italiano Tenente Emanuele Annoni, da 96;º Squadriglia, 9.° Gruppo, 4.° Stormo, com base em Fouka, para um voo de teste. Mas o voo único terminou em pouso com as rodas para cima, quando o ás alemão desligou acidentalmente o motor, pois o controle do acelerador nas aeronaves italianas era oposto ao das aeronaves alemãs. O evento foi fotografado.
Marseille quase ultrapassou a pontuação de seu amigo Hans-Arnold Stahlschmidt de 59 vitórias em apenas cinco semanas. No entanto, a maciça superioridade material dos Aliados significava que a pressão sobre os pilotos alemães em menor número agora era severa. Naquela época, a força das unidades de caça alemãs era de 112 (65 aeronaves em serviço) contra a reunião britânica de cerca de 800 máquinas.
Marseille estava ficando fisicamente exausto com o ritmo frenético de combate. Depois de seu último combate em 26 de setembro, ele estava à beira do colapso após uma batalha de 15 minutos com uma formação de Spitfires, durante a qual ele marcou sua sétima vitória naquele dia.
De particular interesse foi a 158.ª reivindicação de Marseille. Depois de pousar na tarde de 26 de setembro de 1942, ele estava fisicamente exausto. Vários relatos aludem aos membros de seu esquadrão visivelmente chocados com o estado físico de Marseille. De acordo com seus próprios relatos pós-batalha, foi envolvido por um piloto do Spitfire em um intenso combate aéreo que começou em alta altitude e depois desceu. Marseille contou como ele e seu oponente lutaram para ficar na cauda um do outro. Ambos tiveram sucesso e atiraram, mas a cada vez o perseguido conseguia virar a mesa contra seu agressor. Finalmente, com apenas 15 minutos de combustível restantes, ele escalou para o sol. O lutador da RAF o seguiu e foi pego pelo brilho. Marseille executou uma curva fechada e rolou, disparada de 100 metros de alcance. O Spitfire pegou fogo e perdeu uma asa. Ele caiu no chão com o piloto ainda dentro. Marseille escreveu: "Esse foi o adversário mais difícil que já tive. Suas jogadas foram fabulosas... Achei que seria minha última luta". Infelizmente, o piloto e sua unidade permanecem não identificados.

### Morte
Nas duas missões de 26 de setembro de 1942, Marseille voou em um Bf 109 G-2/trop, em uma das quais derrubou sete aeronaves aliadas. As primeiras seis aeronaves deste modelo substituíram os Bf 109 Fs do Gruppe'. Todos foram atribuídos ao esquadrão de Marseille (3. Staffel), que inicialmente ignorou as ordens recebidas para usá-los obrigatoriamente porque seu motor apresentava um alto índice de falhas. Quando as ordens vieram do Generalfeldmarschall Albert Kesselring, ele obedeceu com relutância. Uma dessas máquinas, WK-Nr. 14256 (Motor: Daimler-Benz DB 605 A-1, W.Nr. 77 411), acabou sendo a última aeronave que pilotou.
Nos três dias seguintes, o Staffel de Marseille descansou e deixou de voar. Em 28 de setembro, Marseille recebeu um telefonema do Generalfeldmarschall Erwin Rommel pedindo-lhe que o acompanhasse a Berlim. Hitler faria um discurso no Berlin Sportpalast em 30 de setembro e Rommel e Marseille compareceriam. Ele rejeitou a oferta, alegando que era necessária na frente e que já havia tirado três meses de licença naquele ano. Marseille também revelou que gostaria de ter uma licença de Natal para se casar com sua noiva Hanne-Lies Küpper.
Em 30 de setembro de 1942, o Hauptmann Marseille liderava seu Staffel em uma missão de escolta aos bombardeiros Stuka cobrindo a retirada do grupo e aliviando a escolta externa, o III./Jagdgeschwader 53 (JG 53), que havia sido implantada para apoiar o JG 27 na África. O voo de Marseille foi direcionado para aeronaves aliadas nas proximidades, mas o oponente se retirou e não entrou em combate. Marseille vetorou o título e a altura da formação para Neumann, que instruiu o III./JG 27 a se engajar. Marseille ouviu o líder do 8./JG 27, Werner Schröer, reivindicar um Spitfire pelo rádio às 10:30. Quando voltaram à base, a cabine de seu novo Messerschmitt Bf 109 G-2/trop começou a se encher de fumaça; cego e meio asfixiado, ele foi guiado de volta às linhas alemãs por seus alas, Jost Schlang e o Tenente Rainer Pöttgen. Ao atingir linhas amigas, o "Amarelo 14" havia perdido quase completamente a potência e estava descendo cada vez mais. Pöttgen ligou para ele cerca de dez minutos depois, indicando que já haviam chegado à Mesquita Branca de Sidi Abdel Rahman, e, portanto, estavam dentro de linhas amigáveis. Neste ponto, Marseille considerou que era impossível para seu avião continuar voando e decidiu pular, suas últimas palavras foram: "Eu tenho que pular agora, não aguento mais".
Eduard Neumann dirigia pessoalmente a missão do posto de comando no terreno:
Eu estava no posto de comando ouvindo a comunicação por rádio entre os pilotos. Percebi imediatamente que algo sério havia acontecido; Eu sabia que eles ainda estavam em voo e que estavam tentando trazer o Marseille para nosso território e que sua aeronave estava emitindo muita fumaça.
Seu Staffel, que vinha voando em uma formação compacta ao seu redor, se afastou para lhe dar o espaço necessário para manobrar. Marseille virou seu avião de cabeça para baixo (era o procedimento padrão para pular de um caça), mas devido à fumaça e ligeira desorientação, ele não percebeu que o avião havia entrado em um mergulho acentuado em um ângulo de 70–80 graus, então sua velocidade aumentou consideravelmente mais rápida (cerca de 640 km/h (400 mph)). Ele tentou o seu melhor para sair da cabine, mas quando o fez, a força do ar o empurrou para trás, batendo com o lado esquerdo de seu peito contra o estabilizador vertical de seu avião, o golpe o matou instantaneamente ou o deixou inconsciente, o fato é que seu paraquedas não abriu. Caiu quase verticalmente, atingindo o solo do deserto 7 quilômetros (4,3 mi) ao sul de Sidi Abdel Rahman. Como se ficou sabendo mais tarde, seu paraquedas tinha um enorme buraco de cerca de 40 cm e a bolsa havia se desprendido. Depois de recuperar o corpo, verificou-se que a alça de abertura de seu paraquedas ainda estava na posição "segura", indicando que Marseille nem havia tentado abri-lo. Ao examinar o corpo, Dr. Bick, um médico do 115.º Regimento Granadeiro-Panzer observou que o relógio de pulso de Marseille havia parado exatamente às 11:42. Este médico foi o primeiro a chegar ao local do acidente, pois estava em uma posição avançada na frente, ao lado de uma posição de defesa antiaérea e, assim, testemunhou a queda fatal de Marseille. Em seu relatório de autópsia, o Dr. Bick escreveu:
O piloto estava deitado de bruços como se estivesse dormindo. Seus braços estavam escondidos sob seu corpo. Quando cheguei mais perto, vi uma poça de sangue que havia saído do lado de seu crânio esmagado, a massa encefálica havia sido exposta, ferimento horrível acima do quadril. Com certeza, isso não poderia ter sido causado pela queda. O piloto deve ter sido jogado no avião ao saltar. Eu cuidadosamente virei o piloto morto de costas. Abri o zíper de sua jaqueta de voo, vi a Cruz de Cavaleiro com Folhas de Carvalho e Espadas (Marseille nunca recebeu pessoalmente os Diamantes), e soube imediatamente quem era. Olhando para o cartão dele, eu confirmei. Olhei para o relógio do homem morto. Parara às 11:42.
O Oberleutnant Ludwig Franzisket recolheu o seu corpo do deserto, que foi levado para a enfermaria do Staffel, com seus companheiros vindo para prestar suas homenagens ao longo do dia. Como homenagem colocaram na vitrola a música Rumba Azul que ele sempre gostou de ouvir, música que tocava sem parar até a noite. O funeral ocorreu em 1 de outubro de 1942 no Cemitério dos Heróis em Derna com o marechal de campo Albert Kesselring e Eduard Neumann que fez o elogio fúnebre.
Um inquérito sobre o acidente foi montado às pressas. O relatório da comissão (Aktenzeichen 52, Br.B.Nr. 270/42) concluiu que o acidente foi causado por danos na caixa do diferencial, o que causou um vazamento de óleo. Então, vários dentes quebraram a roda dentada e acenderam o óleo. A sabotagem ou erro humano foram descartados. A aeronave, W. Nr. 14256, havia sido transportada para a unidade via Bari, Itália. A missão que terminou em sua destruição foi sua primeira missão.
As declarações de Schland e Pöttgen levaram Neuman a concluir que não houve incêndio e que um vazamento de glicol foi o responsável pela falha do motor. Ele descartou a existência de incêndio, pois não acreditava que Marseille pudesse ter falado por nove minutos sem o cansaço da fumaça causada por um incêndio.
O JG 27 foi transferido da África por cerca de um mês devido ao impacto que a morte de Marseille teve sobre o moral. A morte de dois outros ases alemães, Günter Steinhausen e o amigo de Marseille, Hans-Arnold Stahlschmidt, apenas três semanas antes reduziram o ânimo ao ponto mais baixo de todos os tempos. Um biógrafo sugere que essas consequências foram instigadas por uma falha no estilo de comando de Marseille, embora não estivesse inteiramente sob seu controle. Quanto mais sucesso Marseille tinha, mais seu staffel confiava nele para carregar a maioria das vitórias aéreas conquistadas pela unidade. Portanto, sua morte, quando veio, foi algo para o qual JG 27 aparentemente não estava preparado.

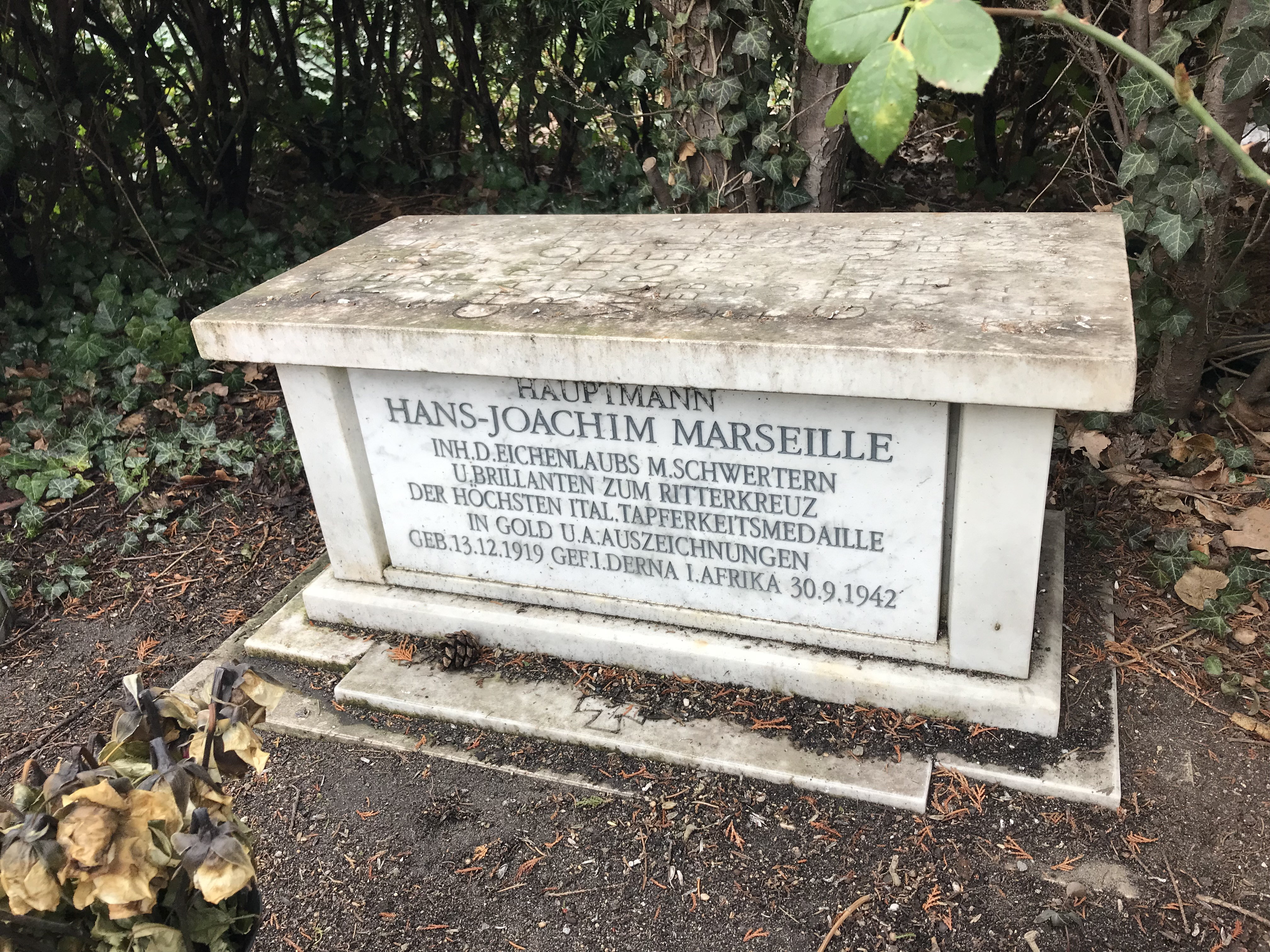
Túmulo da família de Marseille em Schöneberg

Os historiadores Hans Ring e Christopher também apontam para o fato de que as promoções de Marseille foram baseadas em taxas de sucesso pessoal mais do que qualquer outro motivo, e outros pilotos não conseguiram obter vitórias aéreas, muito menos se tornarem especialistas. Eles voaram de apoio enquanto o "maestro lhes mostrava como era feito", e frequentemente "evitavam atacar aeronaves inimigas para ele aumentar sua pontuação ainda mais". Como resultado, não havia outro especialista para entrar no lugar de Marseille se ele fosse morto. Eduard Neumann explicou:
Esta deficiência [que muito poucos pilotos marcaram] foi parcialmente superada pelo efeito moral em todo o Geschwader do sucesso de pilotos como Marseille. Na verdade a maioria dos pilotos do staffel de Marseille atuaram no papel secundário como escolta para o 'mestre.'
O impacto de Marseille sobre os pilotos de caça aliados e seu moral não está claro. Andrew Thomas citou o piloto oficial Bert Houle, do Esquadrão N.° 213 da RAF; "Era um piloto extremamente habilidoso e um atirador mortal. Era uma sensação de desamparo ser continuamente rebatido e fazer tão pouco a respeito". Robert Tate, por outro lado, está cético que os pilotos aliados seriam familiares, perguntando, "O quão bem Marseille era conhecido pelo pessoal da DAF no deserto? Aparentemente, não muito bem. Embora haja uma pequena indicação de que alguns pilotos aliados podem ter ouvido falar de Marseille, essa informação não chegou prontamente aos esquadrões aliados. Abundam histórias fantásticas de como os pilotos se conheciam e esperavam duelar entre si nos céus. Provavelmente não era esse o caso".

## Na propaganda e na cultura popular
Marseille apareceu quatro vezes no Deutsche Wochenschau, o noticiário de propaganda alemão. A primeira vez na quarta-feira, 17 de fevereiro de 1942, quando o Oberst Galland, o General der Jagdflieger, visitou um aeroporto no deserto. A segunda vez na quarta-feira, 1 de julho de 1942, quando Marseille viajou para Rastenburg para receber a Cruz de Cavaleiro da Cruz de Ferro com Folhas de Carvalho e Espadas de Adolf Hitler. A terceira vez na quarta-feira, 9 de setembro de 1942, anunciando as 17 vitórias aéreas de Marseille a partir de 1 de setembro de 1942 e que ele havia recebido os Diamantes de sua Cruz de Cavaleiro. Sua última aparição foi em 30 de setembro de 1942, mostrando Marseille visitando Erwin Rommel.
A imprensa, de revistas a jornais, apresentou Marseille prolificamente durante 1942. Der Adler usou sua imagem para uma capa em 7 e 14 de julho de 1942. A morte de Marseille não impediu sua inclusão no Die Wehrmacht em 21 e 28 de outubro de 1942. Signal apresentou-o na capa em setembro de 1942. Berliner Illustrirte Zeitung colocou-o na capa em 4 de julho de 1942.
Em 1957, um filme alemão, Der Stern von Afrika (A Estrela da África), dirigido por Alfred Weidenmann, foi feito estrelado por Joachim Hansen como Hans-Joachim Marseille. O filme era um relato ficcional de seu serviço de guerra.

## Nacional-socialismo

### MGFA
O Escritório de Pesquisa de História Militar (MGFA) publicou uma breve avaliação de Marseille no início de 2013, afirmando que "tentativas ocasionais na literatura popular de sugerir que a bravura e o caráter honesto de Marseille apontam para uma distância ideológica do nacional-socialismo são enganosas". O MGFA concluiu que, como não há biografia acadêmica de Marseille, "não se sabe que Hans-Joachim Marseille tenha, por suas ações globais ou por um único ato notável, merecido elogios ao serviço da liberdade e da justiça [conforme definido nas diretrizes atuais para a tradição militar]".
Em 2019, o Dr. Eberhard Birk e Heiner Möllers publicaram Die Luftwaffe und ihre Traditionen: Schriften zur Geschichte der Deutschen Luftwaffe. No capítulo Ist das noch Tradition - oder muss das weg? Der Jagdflieger Hans-Joachim Marseille - Namensgeber der "Marseille-Kaserne" in Appen [Isso ainda é tradição, ou deve acabar? O piloto de caça Hans-Joachim Marseille, homônimo do Quartel de Marseille em Appen] os historiadores discutem Marseille e seu personagem. O capítulo afirma que as histórias contadas sobre Marseille estão enraizadas na propaganda [nazista] dos tempos de guerra. Eles duvidam que a reputação de Marseille seja suficiente para permitir que ele atue como um modelo nas forças armadas alemãs modernas. No entanto, afirmam, como Werner Mölders, que Marseille não era um soldado político, mas apolítico, apesar da situação política prevalecente no Terceiro Reich.

### Biografias
Várias biografias de Hans-Joachim Marseille descreveram seu desprezo pela autoridade e pelo movimento nacional-socialista em geral. Alguns biógrafos, como Colin Heaton, o descrevem como "abertamente antinazista". Quando Marseille conheceu Hitler em 1942, ele não formou uma impressão positiva. Depois de retornar à África, Eduard Neumman lembrou: "Depois de sua primeira visita a Hitler, Marseille voltou e disse que achava 'o Führer era um tipo bastante estranho'". Na visita, Marseille também disse coisas pouco lisonjeiras sobre Hitler e o Partido Nazista. Vários oficiais superiores, que incluíam Adolf Galland e Nicolaus von Below, ouviram seus comentários durante uma das cerimônias de premiação. Von Below perguntou a Marseille se ele se juntaria ao Partido Nazista e Marseille respondeu, ao alcance de outros, "que se ele visse um partido que valesse a pena se juntar, ele consideraria, mas teria que haver muitas mulheres atraentes nele". As observações aborreceram visivelmente Hitler, que ficou "perplexo" com o comportamento de Marseille.
Na casa de Willy Messerschmitt, industrial e designer do caça Messerschmitt Bf 109, Marseille tocou jazz no piano de Messerschmitt na frente de: Adolf Hitler, Martin Bormann (presidente do partido), Hermann Göring (vice de Hitler e comandante-em-chefe da Luftwaffe), Heinrich Himmler (chefe da SS) e Joseph Goebbels (Ministro da Propaganda). Hitler supostamente deixou a sala. Magda Goebbels achou a brincadeira divertida e Artur Axmann relembrou como seu "sangue congelou" ao ouvir esta música "Ragtime" sendo tocada na frente do Führer.
Mais tarde naquele mês, Marseille foi convidado para outra festa, apesar de sua façanha anterior. O Obergruppenführer Karl Wolff, do Persönlicher Stab Reichsführer-SS, confirmou que durante sua visita Marseille ouviu uma conversa que mencionava crimes contra os judeus e outras pessoas. Ele afirmou:
Globocnik e eu estávamos conversando sobre a Operação Reinhardt, que estava em pleno vigor após o assassinato de Heydrich, e também a construção de Sobibor e Treblinka. Eu sei que perguntei a ele sobre Höss, que também estava lá e havia sido convocado por Himmler sobre logística ou algo relacionado ao novo campo (Auschwitz). Então Globocnik mencionou para mim e Kaltenbrunner que Lidice havia sido “limpa”, e trataram-se de todos os judeus e checos. Percebi que esse jovem piloto, que mais tarde descobri ser Marseille, deve ter ouvido, e debati se deveria ir até lá e dizer algo a ele. Eu decidi contra isso.
Quando Marseille retornou à sua unidade, ele teria perguntado a seus amigos Franzisket, Clade e Schröer se eles tinham ouvido o que estava acontecendo com os judeus e se talvez algo estivesse acontecendo que eles não sabiam. Franzisket lembrou que ouvira falar que judeus estavam sendo realocados para território conquistado no Leste, mas nada mais. Marseille contou como tentou fazer perguntas sobre judeus que haviam desaparecido de seu próprio bairro, incluindo o médico de família que o fez nascer. Independentemente de seu status de herói, quando ele tentava trazer o assunto para qualquer conversa com pessoas que o abordavam, suas perguntas eram recebidas com silêncios constrangedores, as pessoas mudavam de assunto ou até se afastavam. Franzisket notou uma mudança na atitude de Marseille em relação à causa de sua nação. Ele nunca mais falou sobre isso com seus companheiros.
A amizade de Marseille com seu ajudante pessoal também é usada para mostrar seu caráter antinazista. Em 1942, Marseille fez amizade com um prisioneiro de guerra negro do Exército Sul-Africano, o Cabo Mathew P. Letuku, apelidado de Mathias. Letuku, apelidado de Mathias por todos no JG 27, era um soldado sul-africano negro feito prisioneiro de guerra pelas tropas alemãs na manhã de 21 de junho de 1941 na fortaleza de Tobruque. Mathias inicialmente trabalhou como motorista voluntário com o 3. Staffel então fez amizade com Marseille e tornou-se seu ajudante pessoal na África. Marseille o aceitou como ajudante pessoal em vez de permitir que ele fosse enviado para um campo de prisioneiros de guerra na Europa. Com o tempo, Marseille e Mathias tornaram-se inseparáveis. Marseille estava preocupado como Mathias seria tratado por outras unidades da Wehrmacht e uma vez comentou: "Onde eu vou, Mathias vai". Marseille garantiu promessas de seu comandante sênior, Neumann, que se algo acontecesse com ele [Marseille] Mathias deveria ser mantido com a unidade. Mathias permaneceu devidamente com JG 27 até o final da guerra e participou de reuniões pós-guerra até sua morte em 1984.
O biógrafo Robert Tate foi mais longe em seu exame. Durante sua pesquisa, ele entrou em contato com o professor Rafael Scheck, chefe de História do Colby College. Scheck publicou Hitler's African Victims: The German Army Massacres of Black French Soldiers in 1940 e é um reconhecido especialista em teoria racial e na Alemanha Nazista. Sem estar familiarizado com Marseille, Scheck identificou sua amizade com o Cabo Mathew P. Letuku como estando em contradição direta com o mandato nazista. Sheck duvidava que a "aquisição" de Mathias por Marseille e seu papel como ordenança fossem feitos por desrespeito. Sheck disse: "Conheço o comandante do campo de concentração de Mauthausen, que mantinha um homem negro como seu servo pessoal. Isso foi feito por desrespeito, no entanto. Não acho que esse aspecto fosse relevante para Marseille". Quando questionado sobre o comportamento de Marseille, Sheck disse: "Não acho estranho porque estou acostumado a ver muitas nuances entre os alemães do Terceiro Reich. Mas seu comportamento provavelmente seria surpreendente para muitos outros pesquisadores". Tate também notou a propensão de Marseille para a rumba cubana de Ernesto Lecuona, jazz, e swing, que ele acredita ser outra forma de Marseille resistir aos ideais nazistas.

## Memoriais

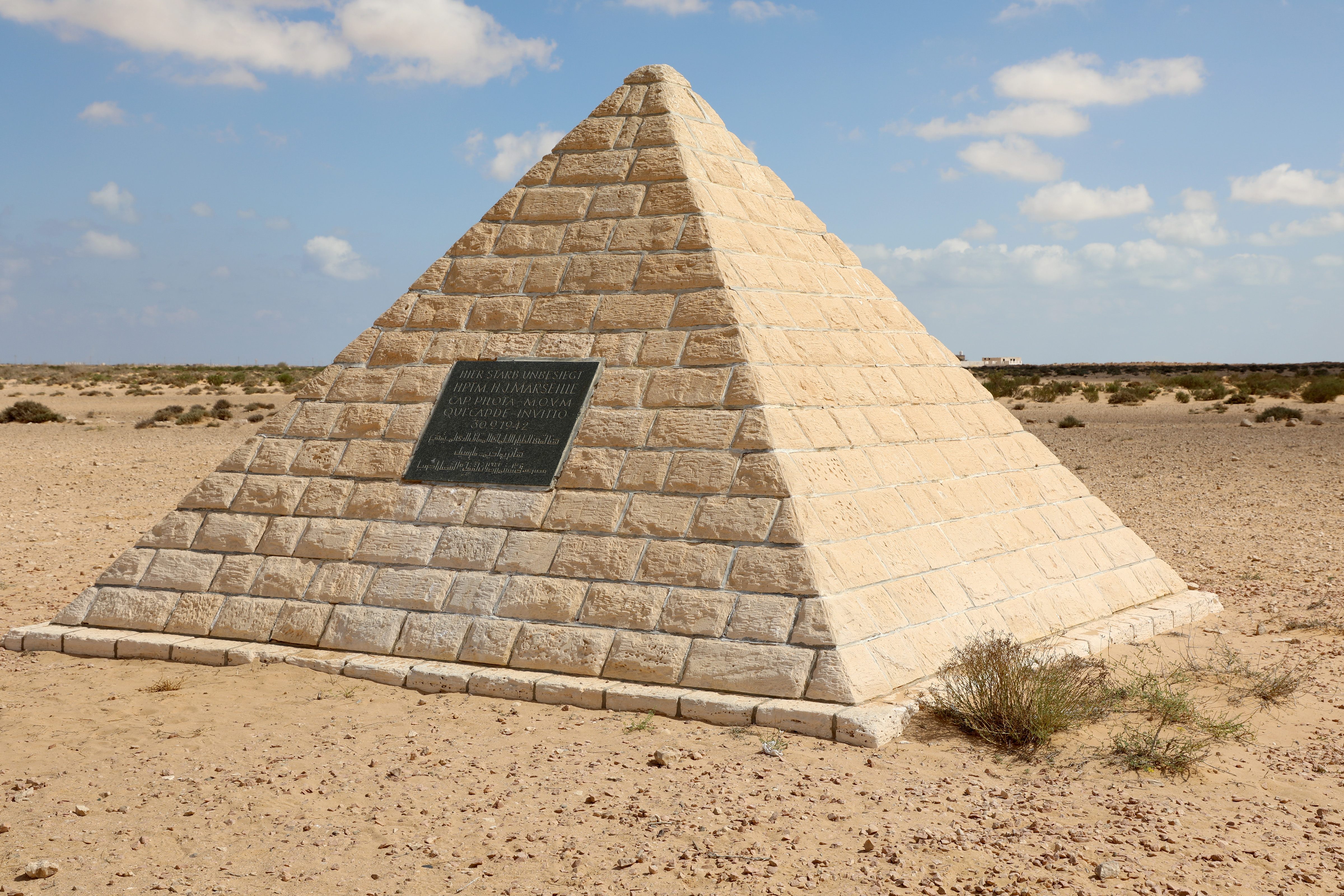
Pirâmide de Marseille em Sidi Abd el-Rahman, Egito

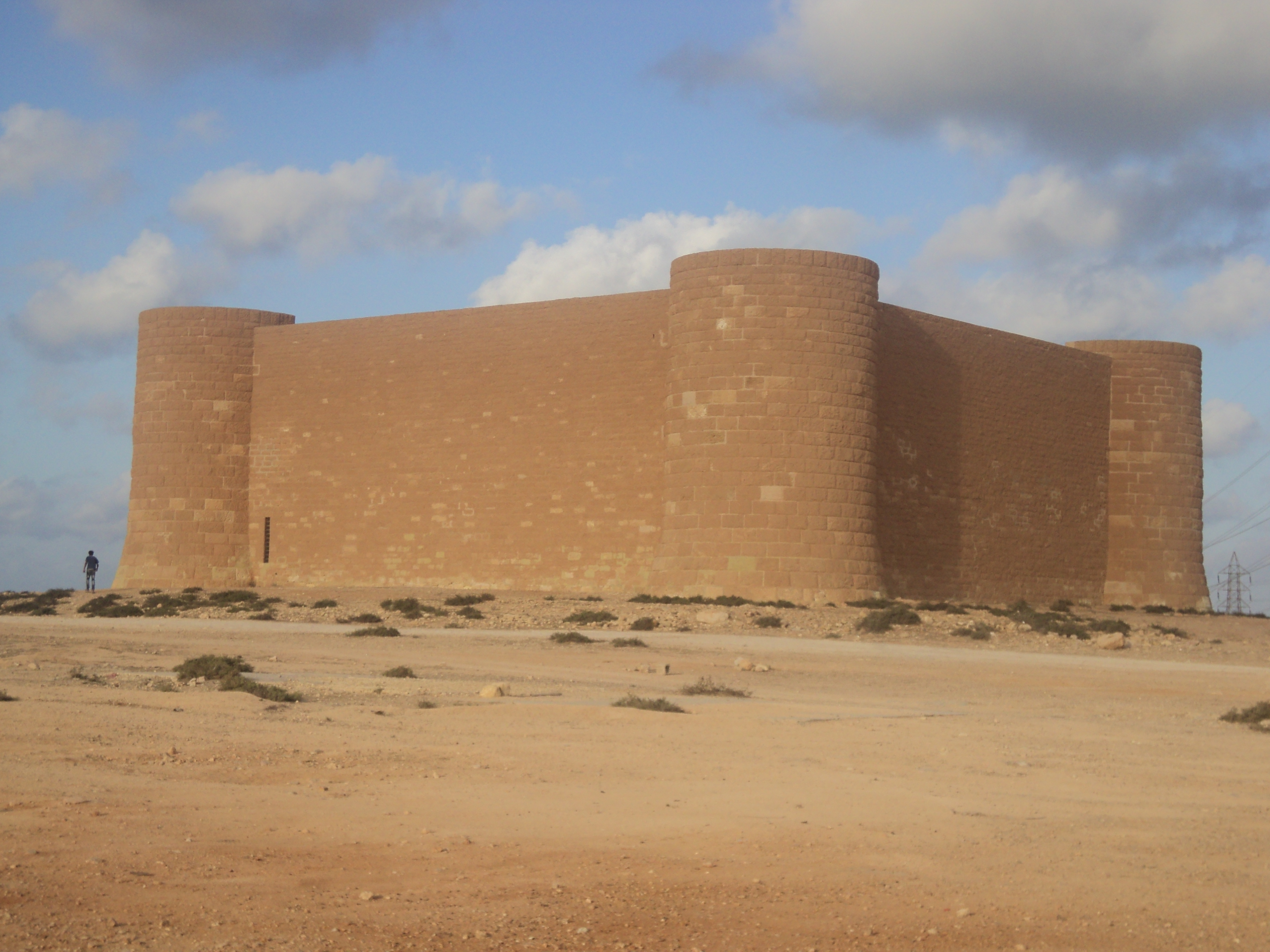
Memorial de guerra alemão, Tobruque

- Uma pirâmide de guerra foi construída por engenheiros italianos no local da queda de Marseille, mas com o tempo decaiu. Em 22 de outubro de 1989,[55] Eduard Neumann e outros ex-funcionários do JG 27, em cooperação com o governo egípcio, ergueram uma nova pirâmide.[120] Em 2019, a artista visual Heba Amin reconstruiu a Pirâmide de Marseille no Zentrum für verfolgte Künste (Centro de Artes Perseguidas), um museu em Solingen que comemora arte e artistas perseguidos como arte degenerada pelos nazistas. A réplica fazia parte de sua exposição "Fruit from Saturn" e pretendia ser um símbolo para os restos das ideologias europeias durante a campanha de Hitler na África.[121][122]
- Nas semanas que se seguiram à morte de Marseille, o 3./JG 27 foi renomeado como "Marseille Staffel"[123] (visto nas fotografias como "Staffel Marseille").[124]
- Seu túmulo tem um epitáfio de uma palavra: Invicto. Entende-se que os restos mortais de Marseille foram trazidos de Derna e reenterrados nos jardins memoriais de Tobruque. Estão agora em um pequeno caixão de barro (sarcófago) com o número 4133.[125]
- O leme de cauda do seu penúltimo Messerschmitt Bf 109 F-4/trop (Werknummer 8673), agora com 158 marcas de vitória, está em exibição no Luftwaffenmuseum der Bundeswehr em Berlim Gatow. Inicialmente, foi dado à sua família como presente por Hermann Göring e posteriormente foi doado ao museu.[126]

## Sumário da carreira

### Reivindicações de vitórias aéreas
Marseille foi transferido para sua primeira missão de combate com o I.(Jagd)/Lehrgeschwader 2 no momento estacionado em Calais-Marck no domingo 10 de agosto de 1940. Dois dias depois, ele chegou a esta unidade em 12 de agosto de 1940. Foi designado para o 1. Staffel deste Gruppe. O Staffelkapitän era o Oberleutnant Adolf Buhl. Um dos Schwarmführer foi o Oberfeldwebel Helmut Goedert, a quem Marseille foi designado como ala. Marseille voou sua primeira missão de combate no dia seguinte, quarta-feira, 13 de agosto de 1940 e conquistou sua primeira vitória aérea em 24 de agosto de 1940. Em pouco mais de dois anos, ele acumulou outras 158 vitórias aéreas. Suas 158 vitórias aéreas foram conquistadas em 382 missões de combate.
Os Arquivos Federais Alemães ainda mantêm registros de 109 vitórias aéreas de Marseille. Outro biógrafo de Marseille, Walter Wübbe, fez uma tentativa de vincular esses registros a unidades aliadas, esquadrões e, quando possível, até mesmo a pilotos individuais, a fim de verificar as alegações tanto quanto possível.

### Disputa sobre reivindicações

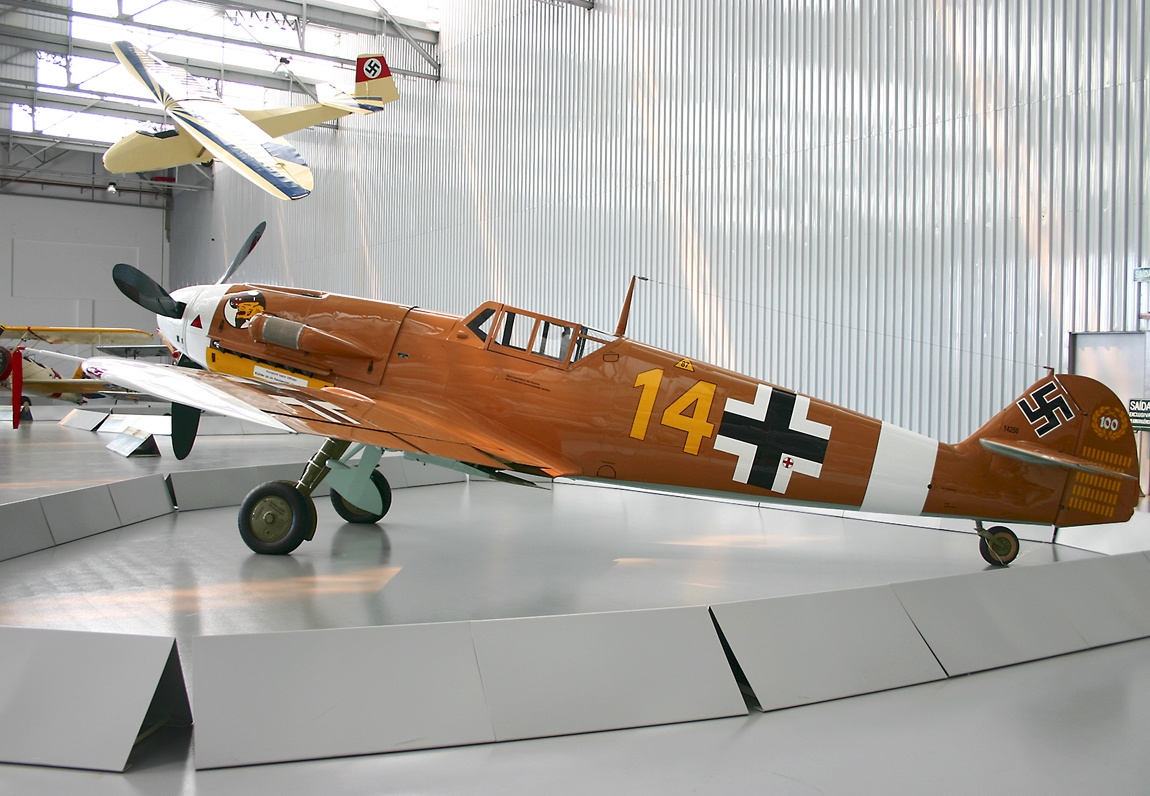
Bf 109 G-2 pintado com marcações da aeronave de Marseille em exposição no Museu TAM em São Carlos, Brasil

Algumas discrepâncias graves entre os registros do esquadrão aliado e as reivindicações alemãs fizeram com que alguns historiadores e veteranos aliados questionassem a precisão das vitórias oficiais de Marseille, além das do JG 27 como um todo. A atenção é frequentemente focada nas 26 reivindicações feitas pelo JG 27 em 1 de setembro de 1942, das quais 17 foram reivindicadas apenas por Marseille. Um historiador da USAF, Major Robert Tate afirma: "Por anos, muitos historiadores e militaristas britânicos se recusaram a admitir que haviam perdido qualquer aeronave naquele dia no norte da África. Uma revisão cuidadosa dos registros, no entanto, mostra [sic] que os britânicos [e sul-africanos] perderam mais de 17 aeronaves naquele dia e na área que Marseille operava". Tate também revela que 20 caças monomotores da RAF e um caça bimotor foram destruídos e vários outros severamente danificados, bem como mais um P-40 da USAAF derrubado. No entanto, no geral, Tate revela que o total de mortes de Marseille chega perto de 65-70 por cento de corroboração, indicando que até 50 de suas alegações podem não ter sido realmente mortes. Tate também compara a taxa de corroboração de Marseille com os seis principais pilotos de P-40. Enquanto apenas os registros do canadense James Francis Edwards mostram uma verificação de 100% de outros ases como  Clive Caldwell (50% a 60% de corroboração), Billy Drake [en] (70% a 80% de corroboração),  John Lloyd Waddy (70% a 80% de corroboração) e Andrew Barr (60% a 70% de corroboração) estão na mesma ordem de grandeza das alegações de Marseille. Christopher Shores e Hans Ring também apoiam as conclusões de Tate. O historiador britânico  Stephen Bungay dá um número de 20 perdas aliadas naquele dia.
No entanto, as reivindicações de 15 de setembro de 1942 estão em séria dúvida, após o primeiro escrutínio detalhado dos registros de esquadrões aliados individuais pelo historiador australiano Russell Brown [en]. Além disso, Brown enumera três ocasiões em que Marseille não poderia ter derrubado tantos aviões quanto alegado. Christopher Shores e seus co-autores escreveram que Marseille reivindicou em excesso na ocasião, particularmente em setembro de 1942. Eles concluíram que Marseille havia desenvolvido uma confiança tão suprema em sua habilidade que sua mentalidade ditava: "Se eu atirar nele, ele deve cair". Estimam que dois terços a três quartos de suas reivindicações eram aeronaves que foram destruídas, aterrissaram ou pelo menos foram fortemente danificadas.
Stephan Bungay apontou o baixo valor militar de abater caças da Desert Air Force (DAF), em vez dos bombardeiros que, em meados de 1942, estavam tendo um efeito altamente prejudicial nas unidades terrestres do Eixo e nas rotas dos comboios. Referindo-se a 1 de setembro de 1942, Bungay aponta que mesmo que Marseille tenha abatido 15 dos 17 que ele alegou naquele dia, "o resto dos cerca de 100 pilotos de caça alemães entre eles só conseguiu 5. Os britânicos [sic] não perderam nenhum bombardeiro. Durante este período, a DAF perdeu apenas alguns bombardeiros, mas todos caíram nas defesas antiaéreas e evidências mostram que Rommel foi forçado a ficar na defensiva por causa do perdas infligidas por bombardeiros.

### Condecorações
- Cruz de Ferro (1939)
  - 2.ª classe (9 de setembro de 1940)[139]
  - 1.ª classe (17 de setembro de 1940)[139]
- Troféu de Honra da Luftwaffe (19 de outubro de 1941)[140]
- Cruz Germânica em Ouro (24 de novembro de 1941)[141]
- Distintivo de Piloto/Observador em Ouro com Diamantes (agosto de 1942)[142]
- Ärmelband Afrika (7 de julho de 1943, postumamente)
- Distintivo de Voo do Fronte da Luftwaffe em Ouro com Flâmula "300"[143]
- Cruz de Cavaleiro da Cruz de Ferro (22 de fevereiro de 1942) como Leutnant e piloto no 3./JG 27[144][145] por alcançar 46 vitórias.[146] No momento em que o prêmio foi oficialmente processado e entregue a ele, sua pontuação era de 50 vitórias.[29][147] Kesselring entregou o prêmio.[148]
  - 97.ª Folhas de Carvalho (6 de junho de 1942) como Oberleutnant e piloto no 3./JG 27[144][149] por 75 vitórias. As Folhas de Carvalho nunca foram apresentadas a Marseille porque alguns dias depois ele já tinha recebido as Espadas.[150]
  - 12.ª Espadas (18 de junho de 1942) como Oberleutnant e Staffelkapitän do 3./JG 27,[144][151] entregue por Hitler no Wolfsschanze em Rastembork.[152]
  - 4.º Diamantes (3 de setembro de 1942) como Oberleutnant e Staffelkapitän do 3./JG 27[144][153]
- Medalha de Valor Militar
  - em Prata[140]
  - em Ouro (6 de agosto de 1942)[154]